# Burton D. Patrick

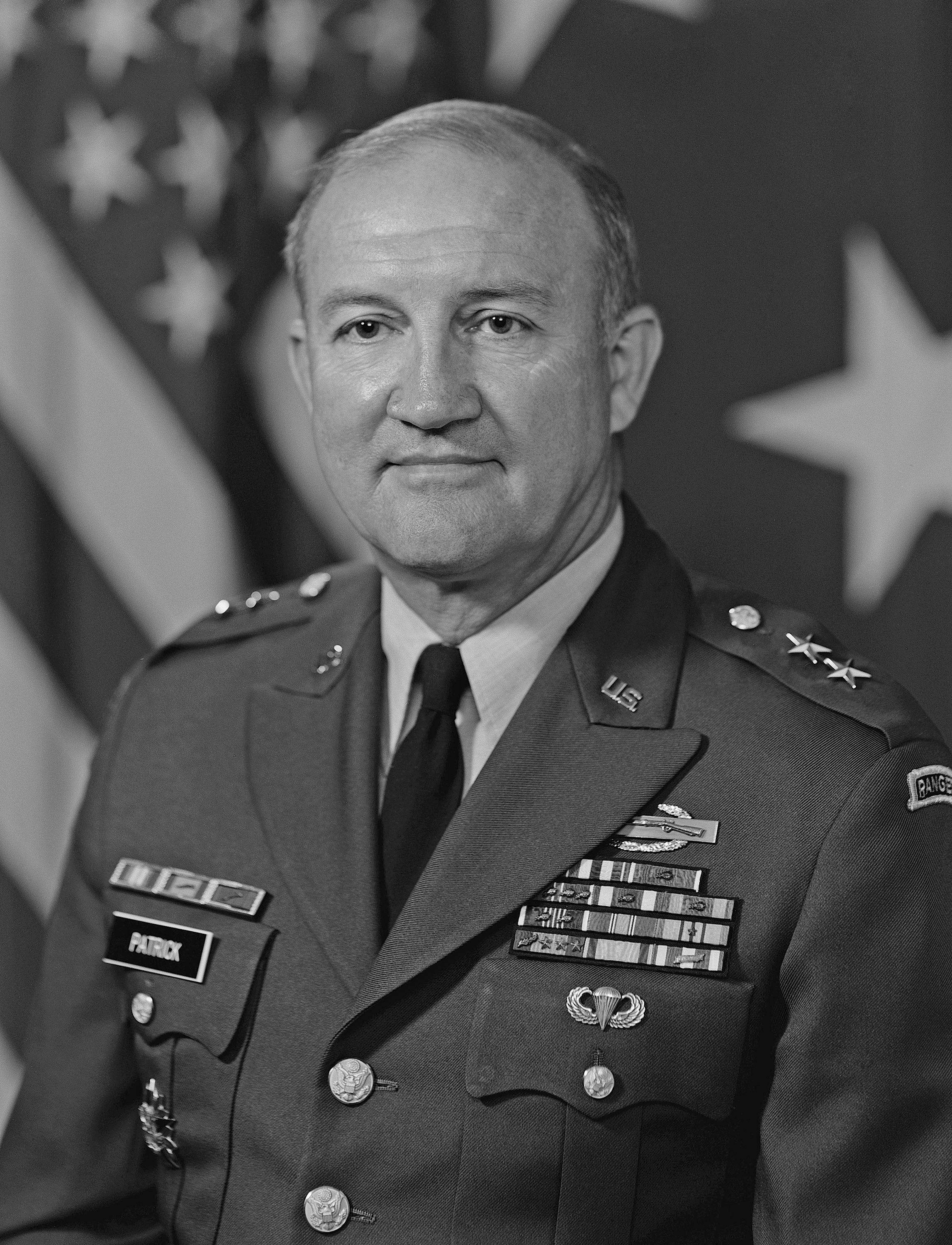
Burton D. Patrick als Generalmajor (1984)

Burton DeWayne Patrick (* 11. Oktober 1935 in Georgia) ist ein pensionierter Generalleutnant der United States Army.
Über das ROTC-Programm des North Georgia Colleges, der heutigen University of North Georgia gelangte Burton Patrick im Juni 1957 in das Offizierskorps des US-Heeres. Dort wurde er als Leutnant der Infanterie zugeteilt. In der Armee durchlief er anschließend alle Offiziersränge vom Leutnant bis zum Drei-Sterne-General.
In seinen jüngeren Jahren absolvierte er den für Offiziere in den niederen Rangstufen üblichen Dienst in verschiedenen Einheiten und Standorten. Im weiteren Verlauf seiner Laufbahn kommandierte er Einheiten auf fast allen militärischen Ebenen. Zwischenzeitlich wurde er auch als Stabsoffizier eingesetzt. Er war unter anderem in Deutschland stationiert und er diente zwischenzeitlich auch als Verbindungsoffizier zwischen dem Militär und dem Streitkräfteausschuss des Kongresses. In den 1960er Jahren war er auch im Vietnamkrieg eingesetzt.
In den Jahren 1972 und 1973 war Patrick in Fort Campbell in Kentucky stellvertretender Kommandeur einer Brigade der 101. Luftlandedivision. Später wurde er Bataillonskommandeur. Zwischenzeitlich diente er als Stabsoffizier bei der 2. Infanteriedivision in Südkorea. Nach weiteren Verwendungen als Stabsoffizier im Pentagon erhielt Burton Patrick im Juni 1985 das Kommando über die 101. Luftlandedivision. Dieses Amt bekleidete er bis Mai 1987. In diese Zeit fiel ein Flugzeugabsturz bei dem im Dezember 1985 insgesamt 248 Soldaten seiner Division und 8 Besatzungsmitglieder ums Leben kamen. Nachdem er sein Kommando an Teddy G. Allen übergeben hatte, wurde Patrick zum Generalleutnant befördert und nach Südkorea versetzt, wo er das Kommando über eine südkoreanisch-amerikanische Bodenstreitmacht erhielt. Dieses Kommando behielt er bis zum Juli 1988. Anschließend ging er in den Ruhestand.
Nach dem Ende seiner Militärzeit ließ sich Burton Patrick in der Stadt Thomson in Georgia nieder, wo er eine führende Position in der Stadtverwaltung einnahm.

## Orden und Auszeichnungen
Burton Patrick erhielt im Lauf seiner militärischen Laufbahn unter anderem folgende Auszeichnungen:
- Army Distinguished Service Medal
- Silver Star
- Legion of Merit
- Defense Superior Service Medal
- Bronze Star Medal
- Air Medal
- Meritorious Service Medal
- Army Commendation Medal
- National Defense Service Medal
- Vietnamese Service Medal (Südvietnam)
- Vietnamese Cross of Gallantry (Südvietnam)